# Ivar Lo-Johansson

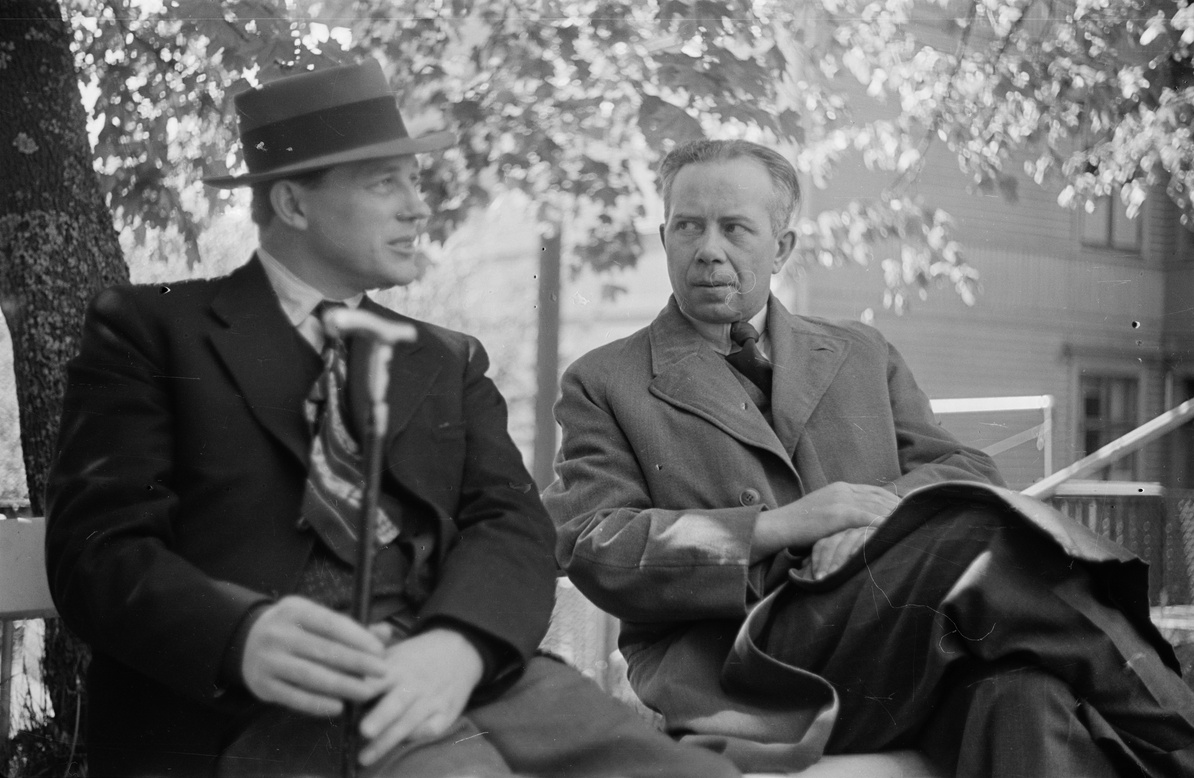
Harry Martinson și Ivar Lo-Johansson (dreapta)

Ivar Lo-Johansson (n. 23 februarie 1901 - d. 11 aprilie 1990) a fost un scriitor suedez ce a aparținut mișcării de stânga.
A scris romane naturaliste, pe teme sociale, inspirate din viața proletariatului rural.

## Scrieri
- 1933: Godnatt, jord ("Noapte bună, pământ")
- 1941: Jordproletärerna ("Proletari ai pământului")
- 1951: Analfabeten ("Analfabetul")
- 1953: Gårdfarihandlaren ("Negustorul ambulant")
- 1962: Lyckan
- 1967: Elektra Kvinna år 2070 ("Electra, o femeie în anul 2070")
- 1972: Vishetslärarna ("Filozofii").